# Václav Matěj Kramerius

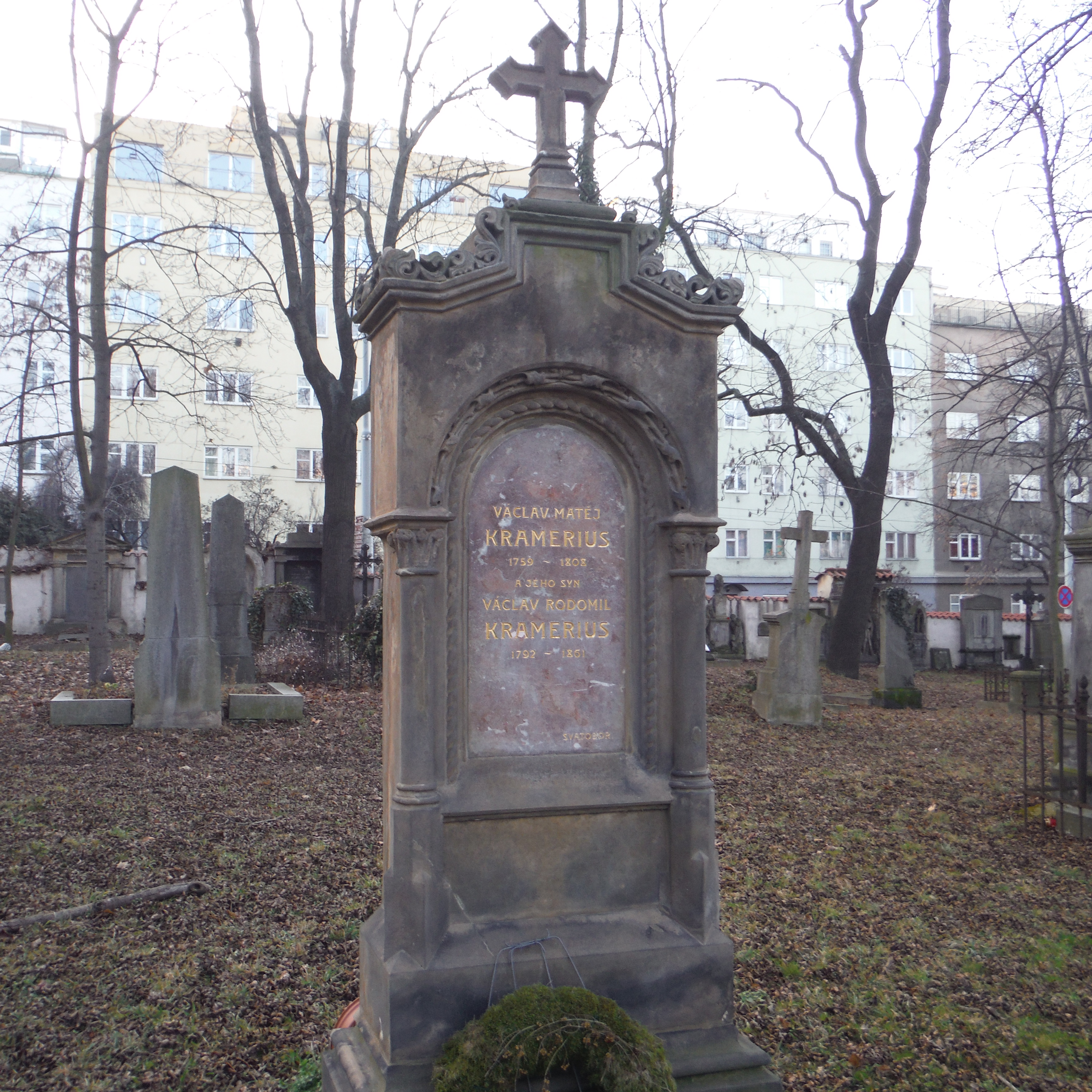
Hrob V. M. Krameria na Olšanských hřbitovech

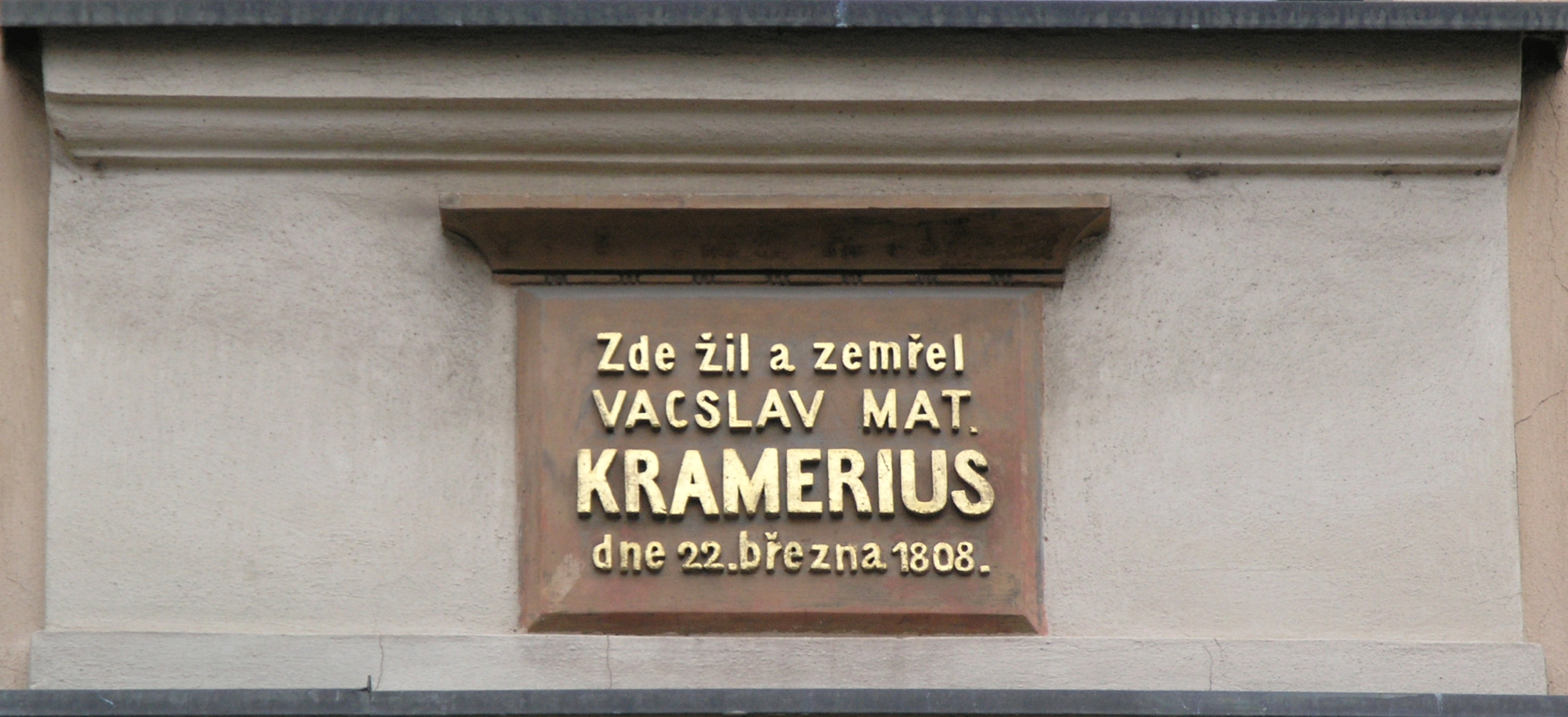
Pamětní deska v Husově ulici v Praze

Václav Matěj Kramerius (12. února 1753 Klatovy – 22. března 1808 Praha) byl český spisovatel, nakladatel, dramatik, žurnalista a novinář, zakladatel novodobé české žurnalistiky.

## Život
Narodil se v římsko-katolické měšťanské rodině v Klatovech. Jeho rodiče byli Augustin a Terezie Kramériovi. Pokřtěn byl jako Matěj Valentin, jméno Václav přijal později z důvodů vlasteneckých. Své příjmení psal většinou bratrským pravopisem jako Kraméryus.
Studoval na jezuitském gymnasiu v Klatovech, poté v Praze na Karlo-Ferdinandově univerzitě filosofii a v letech 1778–1780 práva; k jeho pedagogům patřili Ignác Cornova či Stanislav Vydra. Během studií získal prostřednictvím Josefa Dobrovského práci u Jana Norberta z Neuberka, jemuž katalogizoval knihovnu. Přitom pro Neuberka pořizoval opisy starých rukopisů, i jinak pracoval se staročeskými díly. Dále prováděl korektury textů pro řadu českých osvícenců. Pravděpodobně tato práce iniciovala jeho vydavatelskou činnost, naučil se redakčním a vydavatelským pracím nutným pro vydávání knih a získal celou řadu užitečných známostí. Zpočátku překládal do češtiny různé vyhlášky a předpisy. V roce 1782 vyšel např. první díl spisu zvaného Patentní ruční kniha pro měšťana a sedláka a Kniha Josefova.
Krátce působil jako učitel češtiny; vyučoval Jana Végha, kterému v roce 1783 pomohl s tvorbou dvou odborných publikací. Poté pracoval od roku 1786 pro Schönfeldské císařské královské poštovské Noviny, čímž získal značnou popularitu a zkušenosti. S majitelem, Janem Ferdinandem rytířem ze Schönfeldu, se však záhy rozešel ve zlém, pravděpodobně z toho důvodu, že Schönfeld příliš zasahoval do jeho redaktorské práce. Od 4. července 1789 začal Kramerius vydávat vlastní noviny pod názvem Krameriusovy c.k. Pražské poštovské noviny, ty byly roku 1791 přejmenovány na Kramériusovy c.k. Vlastenecké Noviny. Tyto noviny se staly velmi oblíbenými ve středních a nižších společenských vrstvách, ale trpěly stálým nedostatkem financí. V roce 1790 založil vlastní nakladatelství a tiskárnu s názvem Česká expedice k šíření českých knih po Čechách.
Dne 22. května 1791 se Kramerius oženil s Jenovéfou, dcerou zámožného pražského měšťana, zlatníka Hereciuse. Díky tomuto sňatku získal pro svou vydavatelskou činnost podporu nejen finanční. Záhy začal kromě novin vydávat různé drobné spisky. Roku 1795 pak koupil knihtiskárnu, a získal tak bázi potřebnou k efektivnímu nakladatelskému podnikání.

### Krameriovy císařsko-královské poštovní noviny
Byly založeny roku 1789. Krameriovy c.k. vlastenecké noviny se zaměřovaly hlavně na osvětu prostého lidu, národní emancipaci, sociálně-hygienické uvědomění a odstraňování lidových pověr. Mezi jejich hlavní rubriky patřily úřední vyhlášky, oznámení, vojenské zahraniční i domácí zprávy, novinky z literatury a divadla. Zpočátku Kramerius čerpal zahraniční informace hlavně z Wiener Kölner Zeitung, ale později si vytvořil rozsáhlý okruh dopisovatelů.  V roce 1801 začal k novinám vydávat přílohu Pražský posel. Z nejúspěšnějších příspěvků pak sestavoval malé sborníky. Od roku 1795 nastal úpadek novin z důvodu přísné cenzury a nepříznivé hospodářské situace. I přesto Kramerius pokračoval ve vydávání až do své předčasné smrti v roce 1808.

### Česká expedice
Krameriem založená  Česká expedice  byla prvním ryze českým nakladatelstvím se zemskou působností v Českých zemích. Vyšla v něm většina českých knih své doby, a lze proto tvrdit, že založení tohoto nakladatelství bylo jedním z podstatných kroků pro úspěšné znovuuvedení češtiny do oblastí, z nichž během předchozích 100–150 let zvolna mizela. Hlavní váhu kladl na činnost osvětovou. 
Okruh potenciálních Krameriových zákazníků byl značně omezený, takže se lze domnívat, že vedení Expedice vyžadovalo značnou obratnost, obětavost a zároveň zapálení pro věc. Kramerius onemocněl revmatismem a edémem plic, zemřel předčasně v chorobinci a chudobinci v Praze Na Karlově. Je pohřben na Olšanských hřbitovech.
Po smrti zakladatele převzala jeho nakladatelství manželka Jenovéfa s prvorozeným synem Václavem Rodomilem Krameriem (Wenzel Franz Vinzenz, * 1792). Nesnadné poměry jej však přivedly k úpadku a v roce 1824 vydavatelství zaniklo. Druhý syn Vojtěch (Adalbert Mathias, * 1795) se stal knězem a příležitostnému psaní se věnoval jen pár let v mládí.

## Odkaz
Krameriovo zakladatelské dílo zůstává v českém historickém povědomí živé dodnes. Leckde se setkáváme také s odkazem na jeho jméno: Národní knihovna ČR nazvala svůj projekt digitalizace periodik a monografií Kramerius; Krameriova ulice je v Praze, Brně, Klatovech i v Říčanech u Prahy. V 70. letech 20. století Česká expedice ožila v názvu pražské samizdatové edice, existující i po listopadu 1989 jako soukromé nakladatelství.
Asociace nezávislých médií uděluje od roku 2016 Krameriovu cenu za nezávislou publicistiku. Tato cena je však částí novinářské veřejnosti považována za kontroverzní a spojenou s dezinformačními weby.

## Díla

### Kalendáře
V tradici Veleslavínově to byly sborníky sezónního čtení s kalendáriem.
- Nový kalendář tolerancí – vycházel jako příloha novin, obsahoval církevní svátky katolické i evangelické, dále přehled celoročních událostí, rady zemědělcům, povídky, atp. Oblíbená univerzální lidová četba pro venkov; vycházel od roku 1787 do roku 1798.[4]
- Vlastenecký poutník
- Domovní přítel
- Věrný společník

### Historické, cestopisné a dobrodružné
- Zdeněk ze Zásmuk
- Kniha Josefova
- Hrabě z Rožmberka
- Laudonův život a jeho hrdinští činové
- Vypsání ukrutné smrti Marie Antonie, královny francouzské
- Historické vypsání velikého mongolského císařství v druhém dílu světa Azii (1803)
- Druhý díl Indie, to jest Historické vypsání mnohých království a krajin, jenž na druhém Indickém polouostrově v Azii leží (1804)
- Ouplné vypsání dějin Egypta (1816)
- Vypsání cest po mořích
- Mladší Robinson
- Způsoby, mrawy a mínění Činů a Kochin Činů – první sinologické dílo v české literatuře, přibližující život a kulturu Číňanů a Vietnamců, knihu sestavil sám Kramerius, především na základě zpráv misionářů.

### Mravoličné, bajky a pohádky
- Zrcadlo šlechetnosti
- Noví čeští zpěvové pro krásné pohlaví ženské – sbírka básní, některé básně jsou překlady, jiné jsou vlastní tvorba.
- Dobrá rada v potřebě
- Mravové šlechetných dítek
- Cvičení dítek jednoho každého stavu, item příkladové a básně dítkám k dobrému naučení
- Arabské pohádky
- časopis pro děti Kacafírek

### Rytířské a strašidelné
Převážně překladová tvorba nevelké kvality pomáhala k rozšíření češtiny, její ekonomický přínos byl, stejně jako u knih dobrodružných, pro Českou expedici velký a pomohl udržet vydávání ostatních prodělečných titulů, kterých byla většina.
- Čarodějnice Megera
- Rozličné povídačky k poučení a obveselení

## Vydal
- Jana Mandyvilly… Cesta po světě (1796), první reedice slavného cestopisu doby gotické (1796)
- Jana Smita, kapitána anglického, pravdivé příhody po cestách, kteréž vykonal v čtyřech dílích světa (1798)